# Öreg híd (Maribor)
Az Öreg híd (szlovén nyelven: Stari most), további elnevezései még: Állami híd (Državni most), Főhíd (Glavni most), Dráva híd (Dravski most), Mariborban található, a Dráva folyó felett, Északkelet-Szlovéniában. A híd a Karinthia utcát (Koroška cesta) köti össze a Pobreška utcával. A híd 270 méter hosszú.
A híd középső szakasza 166 méter hosszú és három acél íven nyugszik. A híd építését 1913-ban fejezték be és ugyanezen év augusztus 23-án adták át a forgalomnak. A második világháború alatt megsérült a hídszerkezet, de később részlegesen újjáépítették. Legutóbbi felújítását 1990 és 1998 közt végezték.

## Fordítás
Ez a szócikk részben vagy egészben  az   Old Bridge (Maribor) című angol Wikipédia-szócikk ezen változatának fordításán alapul.  Az eredeti cikk szerkesztőit annak laptörténete sorolja fel. Ez a jelzés csupán a megfogalmazás eredetét és a szerzői jogokat jelzi, nem szolgál a cikkben szereplő információk forrásmegjelöléseként.